# Mai Zetterling
Mai Elizabeth Zetterling (ur. 24 maja 1925 w Västerås, zm. 17 marca 1994 w Londynie) – szwedzka aktorka, reżyserka, feministka. Na scenie debiutuje w roku 1941, zaś w latach 1942-1945 uczęszcza do szkoły aktorskiej przy Królewskim Teatrze Dramatycznym w Sztokholmie. W filmie, jako aktorka debiutuje grając w komedii Lasse-Maja w reżyserii Gunnara Olssona z 1941 roku. Pierwszą poważną rolą jest występ w Skandalu  Alfa Sjöberga. Tą kreacją zdobyła popularność i zwóciła uwagę brytyjskich filmowców, co zaowocowało rolą w Fridzie z 1947 roku oraz kontraktem z wytwórnią Rank. W swojej karierze współpracuje z takimi reżyserami jak Alf Sjöberg, Ingmar Bergman czy Ken Loach. Pracując zarówno w rodzinnej Szwecji jak i w Wielkiej Brytanii oraz USA występując poza filmami również w TV i teatrze. Oprócz kariery aktorki, Mai Zetterling wyróżniła się również reżyserią. Zaczynała od realizacji kótkometrażowych produkcji dla TV, min. Zabawa w wojnę (A War Game). Jej debiutem pełnometrażowym był film z 1964 roku pt. Zakochane pary (Älskande par). Jej twórczość reżyserska wyróżnia się wyraźnymi inspiracjami tradycją kina szwedzkiego (Sjöberg, Bergman) oraz mocno feministycznym wydźwiękiem.

## Wybrana filmografia
- 1993 – Morfars resa
- 1990 – Tajna Placówka (Hidden agenda) reż. Ken Loach
- 1990 – Wiedźmy
- 1978 – Stulet nyår (TV)
- 1956 – Ett dockhem
- 1948 – Noc – moja przyszłość (Musik i mörker) reż. Ingmar Bergman
- 1946 – Driver dagg faller regn
- 1944 – Skandal (Hets) reż. Alf Sjöberg
- 1944 – Prins Gustaf
- 1941 – Lasse-Maja

### Jako reżyser
- 1962 – Zabawa w wojnę (A War Game)
- 1964 – Zakochane pary (Älskande par)
- 1966 – Nocne zabawy (Nattlek)
- 1967 – Dziewczęta (Flickorna)
- 1968 – Doktor Glas
- 1977 – Månen är en grön ost
- 1982 – Scrubbers
- 1986 – Amorosa

### Jako scenarzystka
- 1962 – Zabawa w wojnę (A War Game)
- 1964 – Zakochane pary (Älskande par)
- 1968 – Doktor Glas
- 1977 – Månen är en grön ost
- 1982 – Scrubbers
- 1986 – Amorosa